# Distretto di Tao Ngoi
Il distretto di Tao Ngoi (in thailandese: เต่างอย) è un distretto (amphoe) della Thailandia, situato nella provincia di Sakon Nakhon.